# Trentepohlia pererecta
Trentepohlia pererecta là một loài ruồi trong họ Limoniidae. Chúng phân bố ở miền Australasia.